# Annick Lipman
Annick Lipman (Zwolle, 13 maart 1989) is een voormalige Nederlandse handbalster die onder meer uitkwam voor Dalfsen, en de Noorse clubs Vipers Kristiansand en Byåsen HE uit Trondheim. Ze speelde van 2014 tot 2024 in de Noorse competitie.
In 2019 werd Lipman geselecteerd als derde keeper om mee te gaan naar het Wereldkampioenschap 2019. Ze werd met de Nederlandse ploeg wereldkampioen. In 2020 ging Lipman met Oranje naar de Europese kampioenschappen. De poulewedstrijden zouden in haar woonplaats Trondheim worden gehouden, maar de Noorse bond trok zich terug als medeorganisator. Oranje werd in Denemarken zesde.
In de zomer van 2023 ging Lipman bij Byåsen met pensioen. In januari 2024 keerde ze tijdelijk terug, dit keer bij Molde HK, ter vervanging van de geblesseerde Ine Karlsen Stangvik. Na haar sportcarrière bleef ze in Noorwegen wonen.

## Onderscheidingen
- Keepster van het jaar van de Eredivisie: 2011/12[9], 2012/13, 2013/2014